# Ліберті (Канзас)
Ліберті (англ. Liberty) — місто (англ. city) в США, в окрузі Монтгомері штату Канзас. Населення — 99 осіб (2020).

## Географія
Ліберті розташоване за координатами 37°9′23″ пн. ш. 95°35′52″ зх. д. / 37.15639° пн. ш. 95.59778° зх. д. (37.156525, -95.597892).  За даними Бюро перепису населення США в 2010 році місто мало площу 0,67 км², уся площа — суходіл.

## Демографія
Згідно з переписом 2010 року, у місті мешкали 123 особи в 58 домогосподарствах у складі 36 родин. Густота населення становила 184 особи/км².  Було 69 помешкань (103/км²).
Расовий склад населення:
| - 91,1 % — білих - 1,6 % — корінних американців |

До двох чи більше рас належало 7,3 %. Частка іспаномовних становила 1,6 % від усіх жителів.
За віковим діапазоном населення розподілялося таким чином: 23,6 % — особи молодші 18 років, 58,5 % — особи у віці 18—64 років, 17,9 % — особи у віці 65 років та старші. Медіана віку мешканця становила 41,5 року. На 100 осіб жіночої статі у місті припадало 101,6 чоловіків;  на 100 жінок у віці від 18 років та старших — 91,8 чоловіків також старших 18 років.
Медіана доходів становила 73 309 доларів для чоловіків та 21 341 долар для жінок. За межею бідності перебувало 15,6 % осіб, у тому числі 18,6 % дітей у віці до 18 років та 20,0 % осіб у віці 65 років та старших.
Цивільне працевлаштоване населення становило 117 осіб. Основні галузі зайнятості: публічна адміністрація — 35,0 %, виробництво — 32,5 %, освіта, охорона здоров'я та соціальна допомога — 9,4 %, будівництво — 6,0 %.